# Saida Mirziyoyeva
 (novembre 2023).
Saida Mirziyoyeva est une femme politique ouzbèke et la fille du président ouzbek Shavkat Mirziyoyev.

## Biographie
Saida Mirziyoyeva est diplômée de l'université de l'économie mondiale et de la diplomatie, de l'université de Tachkent, où elle étudie le droit, et de l'université d'État de Moscou.
En 2019, Saida Mirziyoyeva devient vice-directrice de l'information et des relations publiques de l'agence des communications de l'administration présidentielle. Il s'agit de son premier travail, lors duquel elle est conseillère de la présidence du pays assurée par son père ; l'agence elle-même appartient à Mirziyoyev. Elle est ensuite vice-présidente du conseil d'administration du fonds de développement et de soutien national pour les médias de masse. En 2020, elle est membre de la commission sur l'égalité des genres de l'Ouzbékistan.
En novembre 2022, Shavkat Mirziyoyev nomme Saida Mirziyoyeva à la tête de la branche des communications et informations de l'administration présidentielle du pays, créée pour l'occasion. Elle est chargée des réformes touchant le social, la culture et l'éducation. Elle s'estime féministe et militante pour les droits des journalistes, bien que le pays n'applique pas la liberté de presse.

## Critiques
Shavkat Mirziyoyev bénéficie d'un important pouvoir en Ouzbékistan. Il implique beaucoup sa famille dans la politique du pays. Le pouvoir politique croissant de Saida Mirziyoyeva est parfois comparé à celui de Gulnora Karimova, arrêtée pour avoir détourné des actifs publics à hauteur de 1,7 milliard de dollars et condamnée à treize ans de prison en mars 2020. En octobre 2019, une vidéo montre les sœurs Shahnoza et Saida Mirziyoyeva et leurs maris à une soirée luxueuse tenue après un concert de Polina Gagarina à Tachkent. Cette vidéo est comparée au train de vie de Gulnara et Lola Karimova et critiqué par certains Ouzbeks, le pays vivant majoritairement dans la pauvreté.
Si Mirziyoyeva ne gère pas de fonds entrepreneurial, contrairement à Gulnora Karimova, c'est le cas de son mari, Oibek Tursunov, accusé d'avoir acquis plusieurs fonds d'investissement après la prise de pouvoir de Mirziyoyev. Tursunov travaille par ailleurs lui aussi au gouvernement.